# Catherine Frot

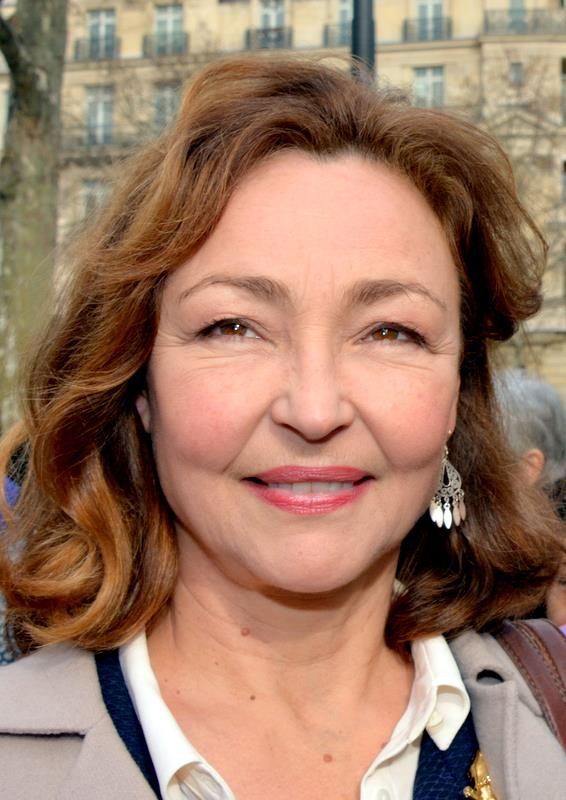
Catherine Frot (2016)

Catherine Frot (* 1. Mai 1956 in Paris) ist eine französische Schauspielerin.

## Leben und Werk
Catherine Frot ist die Tochter eines Ingenieurs und einer Mathematik-Lehrerin. Ihre Schwester Dominique Frot ist ebenfalls Schauspielerin. Siebzehnjährig trat Catherine Frot in die „École de la Rue Blanche“ ein und studierte später am Pariser Konservatorium Darstellende Künste. Im Jahr 1978 war sie Gründungsmitglied der „Compagnie du Chapeau Rouge“, die sich schnell einen legendären Ruf in der Pariser Café-Théâtre-Szene erwarb.
Ihren ersten Fernsehauftritt hatte Catherine Frot 1980 in Mein Onkel aus Amerika (Mon oncle d’Amérique) von Alain Resnais. Neben zahlreichen Theaterauftritten hatte sie auch einige kleine Rollen in Kinofilmen wie Elsa, Elsa, Liebe, Betrug und andere Leidenschaften (Chambre à part) und Psy. Für ihre Rolle der Nachbarin von Robin Renucci in Jean-Charles Tacchellas Die Kunst, verliebt zu sein (Escalier C) wurde sie 1985 für den César als Beste Nebendarstellerin nominiert.
Mitte der 1990er-Jahre feierte sie Bühnenerfolge in Typisch Familie! (Un air de famille), einem Stück von Jean-Pierre Bacri und Agnès Jaoui, in dem sie die alberne Schwägerin Yoyo verkörperte. Auch Cédric Klapisch besetzte sie in der gleichnamigen Verfilmung des Stückes, und Catherine Frot erhielt für diese Rolle 1997 den César als Beste Nebendarstellerin. Sie verkörperte eindrucksvoll etwas zugeknöpfte Bürgersfrauen, in denen Furien schlummern können. Im Jahr 1998 spielte sie in Francis Vebers Komödie Dinner für Spinner (Le dîner des cons) an der Seite von Thierry Lhermitte die Marlène und 1999 die Hauptrolle in Pascal Thomas’ Überraschungserfolg La dilettante. Im Jahr 2003 war sie einer der unverzichtbaren Pfeiler in Lucas Belvaux’ Filmtrilogie Trilogie der Leidenschaften (Cavale, Un couple épatant, Après la vie), in der die gleiche Geschichte aus der Sicht unterschiedlicher Protagonisten erzählt wird, so dass sich ein Geschehen einmal als Thriller, einmal als Komödie und einmal als Melodram darstellt.
Im Jahr 2004 spielte sie in Philippe de Brocas gleichnamiger Verfilmung von Hervé Bazins Buch Viper in der Faust (Vipère au poing) die strenge Mutter Paule Rézeau und 2005 an der Seite von Gérard Depardieu und Gérard Jugnot, der auch Regie führte, die Rolle der Yseult in Boudu. Für ihre Darstellung der Köchin Hortense Laborie in Die Köchin und der Präsident (Les saveurs du palais) wurde Catherine Frot 2013 zum sechsten Mal für den César als Beste Hauptdarstellerin nominiert; im Jahr 2016 folgte für Madame Marguerite oder die Kunst der schiefen Töne ihre zweite Auszeichnung mit einem César, wobei sie zum ersten Mal als Hauptdarstellerin geehrt wurde.
Catherine Frot ist seit 1987 mit Michel Couvelard verheiratet; die beiden haben eine Adoptivtochter.

## Filmografie (Auswahl)
- 1980: Mein Onkel aus Amerika (Mon oncle d’Amérique)
- 1981: Psy
- 1983: Une pierre dans la bouche
- 1984: Salz auf der Haut (Du sel sur la peau)
- 1985: Die Kunst, verliebt zu sein (Escalier C)
- 1985: Elsa, Elsa
- 1987: Der Mönch und die Hexe (Le moine et la sorcière)
- 1989: Liebe, Betrug und andere Leidenschaften (Chambre à part)
- 1991: Sushi Sushi
- 1994: Ich kann nicht schlafen (J’ai pas sommeil)
- 1996: Typisch Familie! (Un air de famille)
- 1998: Dinner für Spinner (Le dîner de cons)
- 1998: Unter Hypnose (Dormez, je le veux!)
- 1999: Die neue Eva (La nouvelle Ève)
- 1999: La dilettante
- 1999: Die Unzertrennlichen (Inséparables)
- 2001: Kinder haften für ihre Eltern (Mercredi, folle journée!)
- 2001: Chaos
- 2002: Cavale – Auf der Flucht (Cavale)
- 2002: Ein tolles Paar (Un couple épatant)
- 2002: Trilogie: Après la vie – Nach dem Leben (Après la vie)
- 2003: Liebe auf Französisch (7 ans de mariage)
- 2004: Viper in der Faust (Vipère au poing)
- 2004: Zwei ungleiche Schwestern (Les sœurs fâchées)
- 2005: Mon petit doigt m’a dit
- 2005: Boudu
- 2006: Le passager de l’été
- 2006: Das Mädchen, das die Seiten umblättert (La tourneuse de pages)
- 2007: Die Wahrheit kennt nur der Tod (L’affaire Ranucci)
- 2007: Odette Toulemonde (Odette Toulemonde)
- 2008: Le crime est notre affaire
- 2008: Das Zeichen des Engels (L’empreinte de l’ange)
- 2009: Les derniers jours du monde
- 2010: Imogène McCarthery
- 2011: Coup d’éclat
- 2012: Willkommen in der Bretagne (Bowling)
- 2012: Associés contre le crime: L’œuf d’Ambroise
- 2012: Die Köchin und der Präsident (Les saveurs du palais)
- 2015: Madame Marguerite oder die Kunst der schiefen Töne (Marguerite)
- 2017: Ein Kuss von Béatrice (Sage femme)
- 2017: Nicht ohne meine Eltern (Momo)
- 2020: Der Rosengarten von Madame Vernet (La fine fleur)
- 2020: Unter den Sternen von Paris (Sous les étoiles de Paris)
- 2020: Des hommes
- 2022: Capitaine Marleau (Fernsehserie, Folge 4x06 Le prix à payer)
- 2023: Une confession (Fernsehfilm)
- 2023: Un homme heureux
- 2024: Miséricorde

## Auszeichnungen (Auswahl)
- 1986: César-Nominierung, Beste Nebendarstellerin, für Die Kunst, verliebt zu sein
- 1995: Theaterpreis Molière, Beste Nebendarstellerin, für Un air de famille
- 1997: César, Beste Nebendarstellerin, für Typisch Familie!
- 1999: César-Nominierung für Dinner für Spinner (Beste Nebendarstellerin)
- 1999: Darstellerpreis des Internationalen Filmfestivals Moskau für La dilettante
- 2000: César-Nominierung, Beste Hauptdarstellerin, für La dilettante
- 2002: César-Nominierung, Beste Hauptdarstellerin, für Chaos
- 2007: César-Nominierung, Beste Hauptdarstellerin, für Das Mädchen, das die Seiten umblättert
- 2008: César-Nominierung, Beste Hauptdarstellerin, für Odette Toulemonde
- 2009: César-Nominierung, Beste Hauptdarstellerin, für Le crime est notre affaire
- 2013: César-Nominierung, Beste Hauptdarstellerin, für Die Köchin und der Präsident
- 2016: César, Beste Hauptdarstellerin, für Madame Marguerite oder die Kunst der schiefen Töne